# Gerard van Egerschot

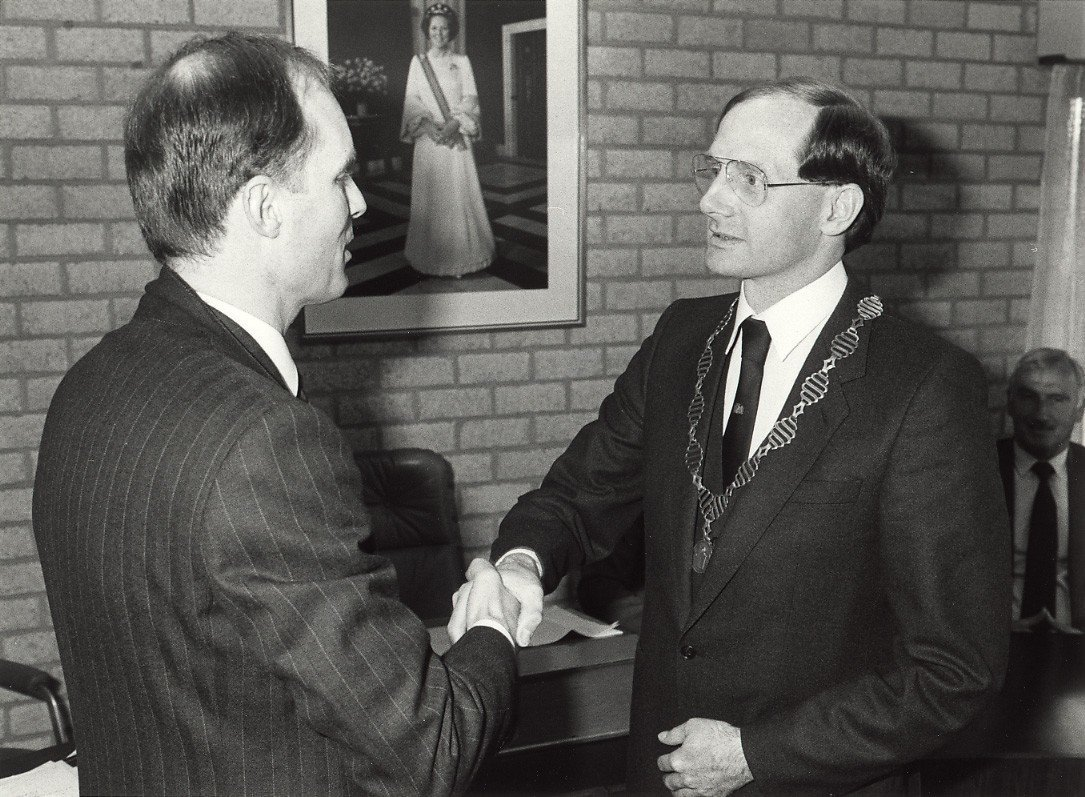
Installatie van G.H. van Egerschot (rechts) tot burgemeester van Bennebroek

Gerard Harry van Egerschot (Amsterdam, 6 september 1947 – Doornspijk, 22 februari 2015) was een Nederlands bestuurder en politicus van de VVD.
Na zijn studie economie aan de Universiteit van Amsterdam begon hij in 1975 zijn loopbaan als hoofd commerciële zaken van het Havenschap Delfzijl. Daarnaast was hij actief in de lokale politiek. In 1978 kwam hij in de gemeenteraad van Delfzijl en in 1981 werd hij daar wethouder maar zijn wethouderschap gaf hij al vrij snel op omdat hij zo'n politieke functie niet te combineren vond met zijn functie bij het Havenschap. In april 1984 werd Van Egerschot benoemd tot burgemeester van de Noord-Hollandse gemeente Bennebroek. Na een mislukte poging om burgemeester van Zandvoort te worden keerde hij in maart 1989 weer terug naar het bedrijfsleven en was hij tot 1995 van verschillende dochtermaatschappijen van de PTT/KPN de directeur. Daarna werd hij directeur van het afvalverwerkingsbedrijf VAM.
In februari 2000 volgde zijn benoeming tot algemeen directeur van de Stichting Exploitatie Nederlandse Staatsloterij (SENS). Na het fiasco rond een nieuw gokspel dat de Staatsloterij vele miljoenen had gekost volgde eind 2003 ontslag waarbij hij een ontslagvergoeding ontving van 392.000 euro, bijna twee keer zijn jaarsalaris. Enkele jaren later kwam SENS opnieuw in opspraak en dit keer vanwege bedrijfsspionage bij de Postcode Loterij in de jaren 2001 en 2002. Van Egerschot overleed begin 2015 op 67-jarige leeftijd in zijn woonplaats Doornspijk.